# مارسل یانزن
مارسل یانسن (به آلمانی: Marcell Jansen) (زادهٔ ۴ نوامبر ۱۹۸۵ در مونشن گلادباخ، نوردراین-وستفالن) بازیکن فوتبال آلمانی است. وی بیشتر به خاطر سانترهای بسیار دقیقش شناخته شده‌است.

## دوران باشگاهی
یانسن که فوتبال را از باشگاهی محلی در زادگاهش آغاز کرد در سال ۱۹۹۳ موفق شد به تیم باسابقه و مشهور شهر خود بروسیا مونشن گلادباخ بپیوندد. وی تا سال ۲۰۰۷ در این تیم عضویت داشت اما در آن سال تیم گلادباخ به دسته پائین‌تر سقوط کرد و او به باشگاه فوتبال بایرن مونیخ پیوست. پس از پشت سرگذاشتن یک فصل در بایرن و بازی کردن در جام یوفا با بی مهری مسئولان بایرن به باشگاه هامبورگ رفت. وی هم‌اکنون در باشگاه هامبورگ نقش کلیدی ایفا می‌کند.

## دوران ملی
یانسن از ابتدا مورد توجه مسئولان تیم ملی قرار گرفت و در برای تیم زیر ۲۱ سال آلمان به میدان رفت. وی در طی دیدارهای دوستانه تیم فوتبال ملی آلمان پس از آغاز جام جهانی ۲۰۰۶ آلمان موفق شد نظر سرمربی وقت تیم ملی یورگن کلینزمن را جلب کند و برای حضور در این تورنومنت انتخاب شد، هرچند او تنها توانست در دیدار نهایی آلمان برابر پرتغال در دیدار پلی آف به میدان برود.
پس از این نیز یانسن در تورنمومنت جام ملتهای اروپا ۲۰۰۸ حضور داشت.

## افتخارها

### باشگاهی
- بایرن مونیخ
  - جام حذفی فلان آلمان: قهرمان ۲۰۰۸
  - جام اتحادیه آلمان: قهرمان ۲۰۰۸
  - لیگ آلمان: قهرمان ۰۸–۲۰۰۷

### ملی
- تیم ملی آلمان
  - جام کنفدراسیون‌ها: سوم ۲۰۰۵
  - جام جهانی: سوم ۲۰۰۶
  - جام ملتهای اروپا: نائب قهرمان ۲۰۰۸